# Ventilator Blues
«Ventilator Blues» —en español: «Blues del ventilador»— es una canción de la banda británica de rock and roll The Rolling Stones, incluida en su álbum de Exile on Main St., de 1972.

## Composición e inspiración
La canción «Ventilator Blues» marca la única vez en la que el guitarrista Mick Taylor fue acreditado como compositor junto a Mick Jagger y Keith Richards, aunque la cantidad exacta aportada por Taylor permanece desconocida. La pista cuenta con Keith Richards en la guitarra eléctrica, Taylor en la guitarra slide, Mick Jagger en la voz principal, Bill Wyman en el bajo, Charlie Watts en la batería, Nicky Hopkins en el piano; Bobby Keys y Jim Price en saxofón y trompeta respectivamente.
«Ventilator Blues» es en sí un número de blues bajo y pesado, que se destaca principalmente por el double tracking en la voz de Jagger, técnica raramente utilizada en la discografía de The Rolling Stones.
El crítico de Allmusic Bill Janovitz, describió sobre la canción en su reseña: "el arreglo instrumental claramente apunta a un enfoque de Chess Studios... Jagger toma la inspiración de Muddy Waters y Howlin' Wolf de los orígenes de la canción y hace todo lo posible para traicionar el hecho de que es un chico Inglés flaco de clase media, convincentemente entregando una letra con bomba de tiempo con aporpiado pavoneo...".
Sobre la notable contribución del pianista Nicky Hopkins, Janovitz dice: "Hopkins toca una parte rítmicamente compleja del piano en los versos, tejiendo adentro y afuera sobrevolando la guitarra en el primer verso y después construye mientras que el arreglo continúa, tocando nervioso trinos de registro superior con la mano derecha. El pianista crea una tensión de miedo en una canción ya claustrofóbica y malévola". La canción es conocida por su proyección en ascenso y caída de los acordes, puntuado por el saxofón de Bobby Keys y la trompeta y el trombón de Jim Price. Manteniendo el ritmo está Charlie Watts en la batería y Bill Wyman en el bajo que, aunque con frecuencia ausente durante las sesiones de grabación de Exile on Main St., lo hizo en esta ocasión.
Sobre el final, la canción comienza un desvanecimiento lento a la siguiente pista «I Just Want to See His Face» .

## Grabación y lanzamiento
La primera etapa de grabación de «Ventilator Blues» tuvo lugar entre los meses de julio; octubre-noviembre de 1971. Los Stones eligieron grabar la mayoría de la canción en el sótano mal ventilado en la casa de Richards en el sur de Francia, Villa Nellcôte. La grabación concluyó en los meses de enero.marzo de 1972 en los estudios Sunset Sound de Los Ángeles.
Una característica bien conocida de las canciones grabadas en ese sótano para Exile on Main St. fue la tendencia del calor a distorsionar las cuerdas de la guitarra y la atmósfera cercana que le brindó a las canciones un sonido distinto, aunque indefinido. 
Richards dijo: "En «Ventilator Blues» recibimos un extraño sonido de algo que había salido mal, alguna válvula o tubo que había desaparecido. Si algo andaba mal, lo olvidabas. Lo dejarías y volverías a la mañana siguiente esperando que se haya arreglado. O darle una buena patada".
Sobre la canción, Charlie Watts dijo en 2003: "Siempre ensayamos «Ventilator Blues». Es una gran pista, pero nunca la tocamos tan bien como la original. Algo no va a estar bien; O Keith la tocará un poco diferente o yo la haré mal. Es una canción fabulosa, pero un poco complicada. Bobby Keys escribió la parte rítmica, que es la parte inteligente de la canción. Bobby dijo: "¿Por qué no haces esto?" Y le dije: "No puedo tocar eso", así que Bobby se paró junto a mí para aplaudir y yo seguí su tiempo. En el mundo de Take Five, no es nada, pero me tiró completamente y Bobby se quedó allí y aplaudió mientras estábamos haciendo la pista - y nunca lo hemos conseguido juntos así como eso."
Los Stones han tocado «Ventilator Blues» en vivo sólo una vez, en el Pacific Coliseum en Vancouver, en la noche de apertura del American Tour 1972, gira para promocionar Exile on Main St.

## Personal
Acreditados:
- Mick Jagger: voz.
- Keith Richards: guitarra eléctrica.
- Charlie Watts: batería.
- Bill Wyman: bajo.
- Mick Taylor: guitarra eléctrica, guitarra slide.
- Nicky Hopkins: piano.
- Bobby Keys: saxofón.
- Jim Price: trompeta, trombón.

## Versiones de otros artistas
La canción ha sido versionada por Clarence "Gatemouth" Brown en su álbum Paint It Blue: Songs of The Rolling Stones.